# Joe Walcott
Joe Walcott, The Barbados Demon, född 13 mars 1873 i Demerara, Brittiska Guyana, död 1 oktober 1935. Brittisk boxare aktiv mellan 1890 och 1911. Var welterviktmästare mellan den 15 december 1901 och den 16 oktober 1906.